# Trifini

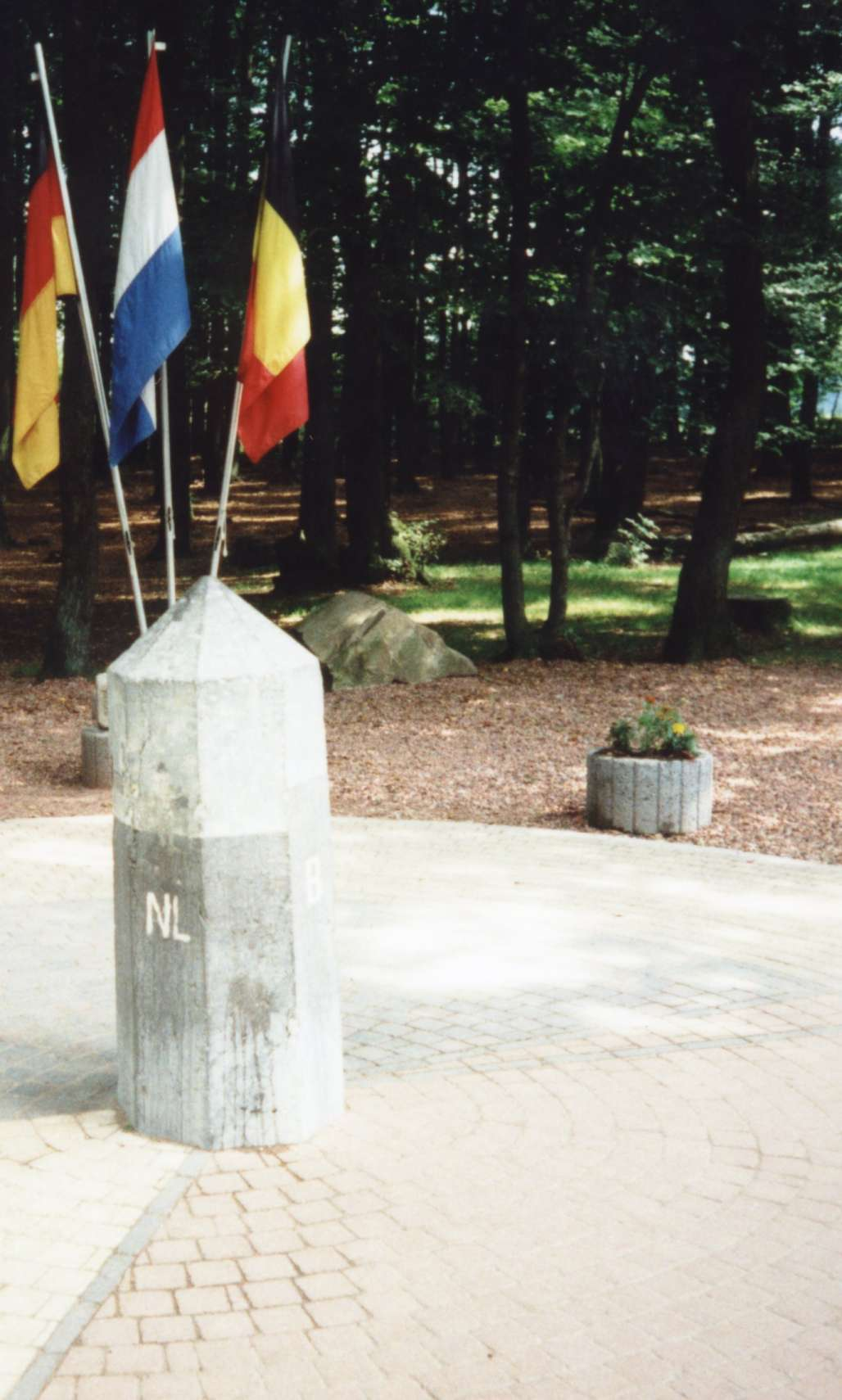
Monument marcant el trifini entre Bèlgica, els Països Baixos i Alemanya

Un trifini és un indret on es toquen els territoris de tres jurisdiccions o divisions territorials. Al món existeixen 134 trifinis entre estats. Quan hi ha quatre fronteres, un fenomen molt més rar a nivell internacional, hom parla de quadrifini. El trifinis sovint són cims com ara el Tossal del Rei, el trifini històric de Catalunya, el País Valencià i l'Aragó, o confluències de rius.

## Trifinis internacionals
Dels 195 països al món plenament sobirans, 134 posseeixen almenys un trifini. Els altres són països insulars (com el Japó), països que voregen sols un país (com Portugal) o que en voregen dos però aquests no es troben mai (com els Estats Units). Amb les fronteres actuals, tot país amb almenys tres veïns posseeix un trifini.
Alguns fragments separats d'un país poden conduir a un o més trifinis addicionals (com Nakhtxivan a l'Azerbaidjan o Cabinda a Angola). D'altres països poden estar completament envoltats per dos veïns, el que porta a dos triples fronteres diferents entre els mateixos estats com Andorra (amb els trifinis de Portella Blanca d'Andorra o Coll d'Engaït i el Pic de Medacorba), Liechtenstein o Mongòlia.
D'altra banda, quatre entitats amb sobirania discutida (la Franja de Gaza, Cisjordània, Kosovo i el Sàhara Occidental) tenen un o més trifinis amb alguns dels seus veïns. Incloent-los en el total, el món compta amb 159 trifinis internacionals.
La Xina, amb quinze trifinis és el país que en té més. El nombre de trifinis d'un país no depèn tant de la longitud de les seves fronteres sinó del nombre de veïns: Àustria, per exemple, en té nou, només un menys que Rússia, tenint les fronteres vuit vegades més curtes. Similarment, els Estats Units, un dels països amb les fronteres més llargues no té cap triple frontera.
Alguns trifinis també tenen la particularitat de ser el punt d'unió de tres fusos horaris diferents, com la de Rússia (UTC+10h) - Xina (UTC+8h) - Corea del Nord (UTC+9h) o la del Kazakhstan (UTC+6h) - Rússia (UTC+7h) - Xina (UTC+8h).

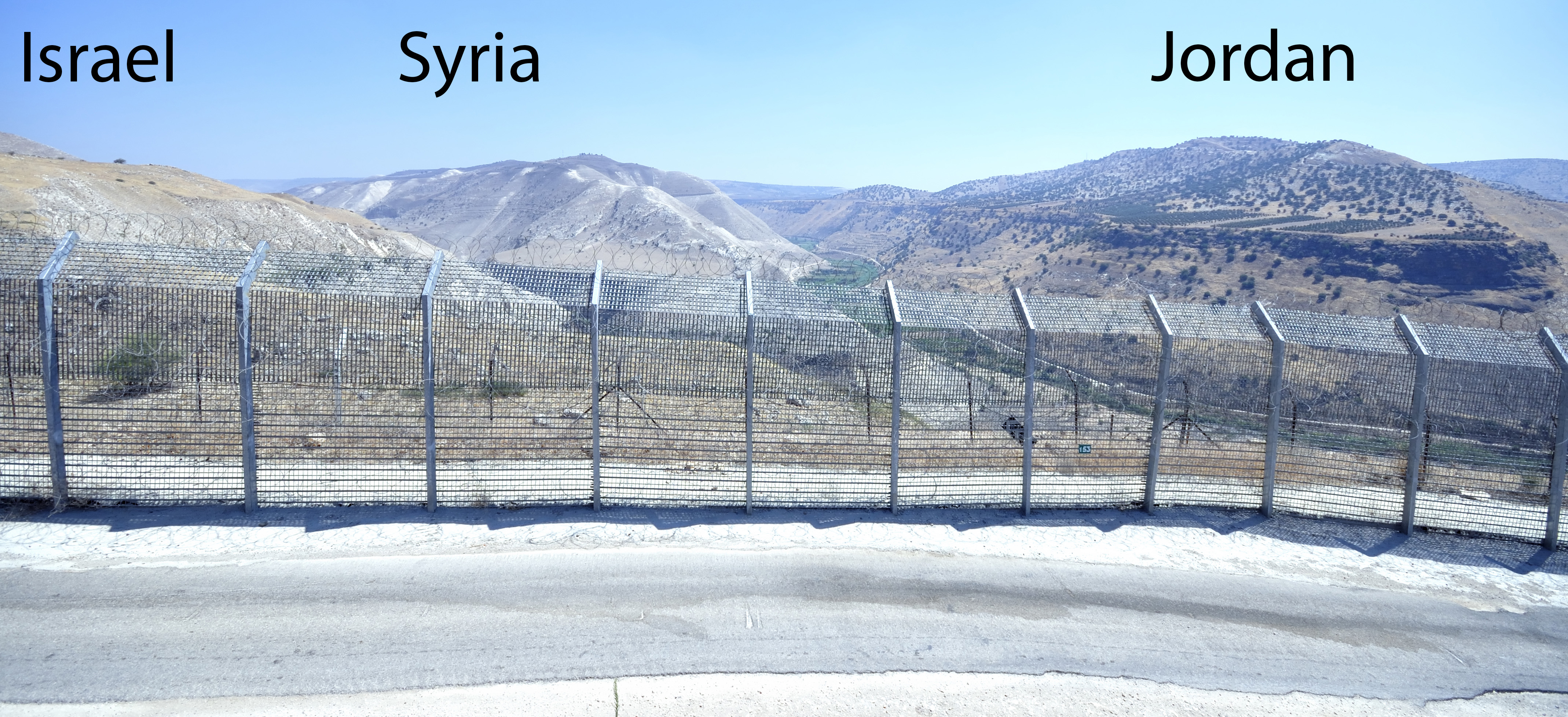

## Relació
Ordenats per continents i per ordre alfabètic. Al costat de cada Estat o territori s'indica el lloc més proper a la triple frontera.
| ÀFRICA (59)                     | ÀFRICA (59)                               | ÀFRICA (59)                             | ÀFRICA (59) |
| ------------------------------- | ----------------------------------------- | --------------------------------------- | ----------- |
| Algèria - Eferi                 | Líbia - Gat                               | Níger - Madama                          |             |
| Algèria - Debdeb                | Líbia - Gadames                           | Tunísia - Borj El Khadra                |             |
| Algèria - Reggane               | Mali - Taoudenni                          | Mauritània - Chegga                     |             |
| Algèria - In Guezzam            | Mali - Kidal                              | Níger - Assamakka                       |             |
| Algèria - Tinduf                | Marroc - Zag                              | Sàhara Occidental - Al Mahbes           |             |
| Algèria - Tinduf                | Mauritània - Ain Ben Tili                 | Sàhara Occidental - Al Mahbes           |             |
| Angola - Luiana                 | Namíbia - Singalamwe                      | Zàmbia - Cholola                        |             |
| Angola (Cabinda) - Belize       | República del Congo - Kimongo             | República Democràtica del Congo - Lampa |             |
| Angola - Caianda                | República Democràtica del Congo - Kanieke | Zàmbia - Kalene Hill                    |             |
| Benín - Arbonga                 | Burkina Faso - Tansarga                   | Níger - La Tapoa                        |             |
| Benín                           | Burkina Faso                              | Togo                                    |             |
| Benín                           | Níger                                     | Nigèria                                 |             |
| Botswana                        | Namíbia                                   | Zàmbia                                  |             |
| Botswana                        | Namíbia                                   | Sud-àfrica                              |             |
| Botswana                        | Sud-àfrica                                | Zimbàbue                                |             |
| Botswana                        | Zàmbia                                    | Zimbàbue                                |             |
| Burkina Faso                    | Costa d'Ivori                             | Ghana                                   |             |
| Burkina Faso                    | Costa d'Ivori                             | Mali                                    |             |
| Burkina Faso                    | Ghana                                     | Togo                                    |             |
| Burkina Faso                    | Mali                                      | Níger                                   |             |
| Burundi                         | República Democràtica del Congo           | Ruanda                                  |             |
| Burundi                         | Ruanda                                    | Tanzània                                |             |
| Camerun                         | Gabon                                     | Guinea Equatorial                       |             |
| Camerun                         | Gabon                                     | República del Congo                     |             |
| Camerun                         | Nigèria                                   | Txad                                    |             |
| Camerun                         | República Centreafricana                  | República del Congo                     |             |
| Camerun                         | República Centreafricana                  | Txad                                    |             |
| Costa d'Ivori                   | Guinea                                    | Libèria                                 |             |
| Costa d'Ivori                   | Guinea                                    | Mali                                    |             |
| Djibouti                        | Eritrea                                   | Etiòpia                                 |             |
| Djibouti                        | Etiòpia                                   | Somalilàndia                            |             |
| Egipte                          | Líbia                                     | Sudan                                   |             |
| Eritrea                         | Etiòpia                                   | Sudan                                   |             |
| Etiòpia                         | Kenya                                     | Somàlia                                 |             |
| Etiòpia                         | Kenya                                     | Sudan del Sud                           |             |
| Etiòpia                         | Somàlia                                   | Somalilàndia                            |             |
| Etiòpia                         | Sudan                                     | Sudan del Sud                           |             |
| Guinea                          | Guinea Bissau                             | Senegal                                 |             |
| Guinea                          | Libèria                                   | Sierra Leone                            |             |
| Kenya                           | Sudan del Sud                             | Uganda                                  |             |
| Kenya                           | Tanzània                                  | Uganda                                  |             |
| Líbia                           | Níger                                     | Txad                                    |             |
| Líbia                           | Sudan                                     | Txad                                    |             |
| Malawi                          | Moçambic                                  | Tanzània                                |             |
| Malawi                          | Moçambic                                  | Zàmbia                                  |             |
| Malawi                          | Tanzània                                  | Zàmbia                                  |             |
| Mali                            | Mauritània                                | Senegal                                 |             |
| Moçambic                        | Sud-àfrica                                | Zimbàbue                                |             |
| Moçambic                        | Sud-àfrica                                | Swazilàndia                             | nord        |
| Moçambic                        | Sud-àfrica                                | Swazilàndia                             | sud         |
| Moçambic                        | Tanzània                                  | Zàmbia                                  |             |
| Níger                           | Nigèria                                   | Txad                                    |             |
| República Centreafricana        | República del Congo                       | República Democràtica del Congo         |             |
| República Centreafricana        | República Democràtica del Congo           | Sudan del Sud                           |             |
| República Centreafricana        | Sudan                                     | Sudan del Sud                           |             |
| República Democràtica del Congo | Ruanda                                    | Uganda                                  |             |
| República Democràtica del Congo | Sudan del Sud                             | Uganda                                  |             |
| República Democràtica del Congo | Tanzània                                  | Zàmbia                                  |             |
| Ruanda                          | Tanzània                                  | Uganda                                  |             |

| Amèrica (15) | Amèrica (15)     | Amèrica (15) | Amèrica (15)    |
| ------------ | ---------------- | ------------ | --------------- |
| Argentina    | Bolívia          | Paraguai     |                 |
| Argentina    | Bolívia          | Xile         |                 |
| Argentina    | Brasil           | Paraguai     | Triple Frontera |
| Argentina    | Brasil           | Uruguai      |                 |
| Belize       | Guatemala        | Mèxic        |                 |
| Bolívia      | Brasil           | Paraguai     |                 |
| Bolívia      | Brasil           | Perú         |                 |
| Bolívia      | Perú             | Xile         |                 |
| Brasil       | Colòmbia         | Perú         | Tres Fronteres  |
| Brasil       | Colòmbia         | Veneçuela    |                 |
| Brasil       | Guaiana Francesa | Surinam      |                 |
| Brasil       | Guyana           | Surinam      |                 |
| Brasil       | Guyana           | Veneçuela    |                 |
| Colòmbia     | Equador          | Perú         |                 |
| Guatemala    | Hondures         | El Salvador  |                 |

| Àsia (42)      | Àsia (42)                    | Àsia (42)                    | Àsia (42)    |
| -------------- | ---------------------------- | ---------------------------- | ------------ |
| Afganistan     | Iran                         | Pakistan                     |              |
| Afganistan     | Iran                         | Turkmenistan                 |              |
| Afganistan     | Pakistan                     | República Popular de la Xina |              |
| Afganistan     | República Popular de la Xina | Tadjikistan                  |              |
| Afganistan     | Tadjikistan                  | Uzbekistan                   |              |
| Afganistan     | Turkmenistan                 | Uzbekistan                   |              |
| Aràbia Saudita | Emirats Àrabs Units          | Oman                         |              |
| Aràbia Saudita | Iemen                        | Oman                         |              |
| Aràbia Saudita | Iraq                         | Jordània                     |              |
| Aràbia Saudita | Iraq                         | Kuwait                       |              |
| Armènia        | Azerbaidjan                  | Geòrgia                      |              |
| Armènia        | Azerbaidjan                  | Iran                         |              |
| Armènia        | Azerbaidjan (Nakhtxivan)     | Iran                         |              |
| Armènia        | Azerbaidjan                  | Turquia                      |              |
| Bangladesh     | Índia                        | Burma (Myanmar)              |              |
| Bhutan         | Índia                        | República Popular de la Xina | est          |
| Bhutan         | Índia                        | República Popular de la Xina | oest         |
| Cambodja       | Laos                         | Tailàndia                    |              |
| Cambodja       | Laos                         | Vietnam                      |              |
| Corea del Nord | República Popular de la Xina | Rússia                       |              |
| Egipte         | Israel                       | Palestina (Franja de Gaza)   |              |
| Índia          | Burma (Myanmar)              | República Popular de la Xina |              |
| Índia          | Nepal                        | República Popular de la Xina | est          |
| Índia          | Nepal                        | República Popular de la Xina | oest         |
| Índia          | Pakistan                     | República Popular de la Xina |              |
| Iran           | Iraq                         | Turquia                      |              |
| Iraq           | Jordània                     | Síria                        |              |
| Iraq           | Síria                        | Turquia                      |              |
| Israel         | Jordània                     | Palestina (Cisjordània)      | nord         |
| Israel         | Jordània                     | Palestina (Cisjordània)      | sud          |
| Israel         | Jordània                     | Síria                        |              |
| Israel         | Líban                        | Síria                        |              |
| Kazakhstan     | Kirguizstan                  | República Popular de la Xina |              |
| Kazakhstan     | Kirguizstan                  | Uzbekistan                   |              |
| Kazakhstan     | República Popular de la Xina | Rússia                       |              |
| Kazakhstan     | Tadjikistan                  | Uzbekistan                   |              |
| Kazakhstan     | Turkmenistan                 | Uzbekistan                   |              |
| Laos           | Burma (Myanmar)              | República Popular de la Xina |              |
| Laos           | Burma (Myanmar)              | Tailàndia                    |              |
| Laos           | República Popular de la Xina | Vietnam                      | Khoan La San |
| Mongòlia       | República Popular de la Xina | Rússia                       | est          |
| Mongòlia       | República Popular de la Xina | Rússia                       | oest         |

| Europa (49)          | Europa (49)        | Europa (49)          |      |
| -------------------- | ------------------ | -------------------- | ---- |
| Albània              | Macedònia del Nord | Grècia               |      |
| Albània              | Macedònia del Nord | Kosovo               |      |
| Albània              | Kosovo             | Montenegro           |      |
| Alemanya             | Àustria            | Txèquia              |      |
| Alemanya             | Àustria            | Suïssa               |      |
| Alemanya             | Bèlgica            | Luxemburg            |      |
| Alemanya             | Bèlgica            | Països Baixos        |      |
| Alemanya             | França             | Luxemburg            |      |
| Alemanya             | França             | Suïssa               |      |
| Alemanya             | Polònia            | Txèquia              |      |
| Andorra              | Espanya            | França               | est  |
| Andorra              | Espanya            | França               | oest |
| Macedònia del Nord   | Bulgària           | Grècia               |      |
| Macedònia del Nord   | Bulgària           | Sèrbia               |      |
| Macedònia del Nord   | Kosovo             | Sèrbia               |      |
| Àustria              | Eslovàquia         | Hongria              |      |
| Àustria              | Eslovènia          | Hongria              |      |
| Àustria              | Eslovènia          | Itàlia               |      |
| Àustria              | Itàlia             | Suïssa               |      |
| Àustria              | Liechtenstein      | Suïssa               | nord |
| Àustria              | Liechtenstein      | Suïssa               | sud  |
| Àustria              | Eslovàquia         | Txèquia              |      |
| Azerbaidjan          | Geòrgia            | Rússia               |      |
| Bèlgica              | França             | Luxemburg            |      |
| Belarús              | Letònia            | Lituània             |      |
| Belarús              | Letònia            | Rússia               |      |
| Belarús              | Lituània           | Polònia              |      |
| Belarús              | Polònia            | Ucraïna              |      |
| Belarús              | Rússia             | Ucraïna              |      |
| Bòsnia i Hercegovina | Croàcia            | Montenegro           |      |
| Bòsnia i Hercegovina | Croàcia            | Sèrbia               |      |
| Bòsnia i Hercegovina | Montenegro         | Sèrbia               |      |
| Bulgària             | Grècia             | Turquia              |      |
| Bulgària             | Romania            | Sèrbia               |      |
| Croàcia              | Hongria            | Sèrbia               |      |
| Croàcia              | Hongria            | Eslovènia            |      |
| Eslovàquia           | Polònia            | Txèquia              |      |
| Eslovàquia           | Polònia            | Ucraïna              |      |
| Estònia              | Letònia            | Rússia               |      |
| Finlàndia            | Noruega            | Rússia               |      |
| França               | Itàlia             | Suïssa               |      |
| Hongria              | Romania            | Sèrbia               |      |
| Hongria              | Romania            | Ucraïna              |      |
| Hongria              | Eslovàquia         | Ucraïna              |      |
| Kosovo               | Montenegro         | Sèrbia               |      |
| Lituània             | Polònia            | Rússia (Kaliningrad) |      |
| Moldàvia             | Romania            | Ucraïna              | nord |
| Moldàvia             | Romania            | Ucraïna              | sud  |